# Cynthia Ann Parker

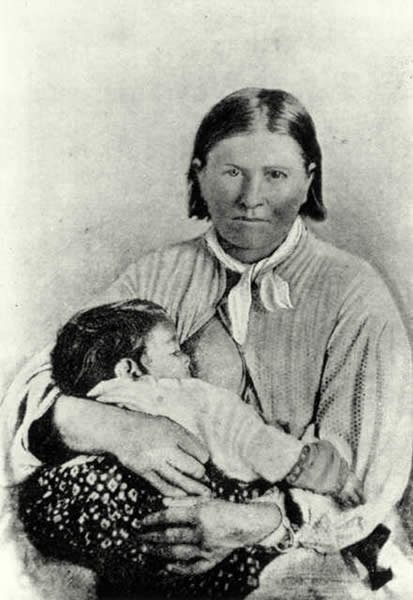
Cynthia Ann Parker med dottern Topsannah 1861.

Cynthia Ann Parker, född 1827 i Crawford County i Illinois, död 1870 (oenighet råder om exakt födelsedatum och -år, här efter gravsten). Dotter till Silas Mercer Parker och hans hustru Lucy Duty. Cynthia Ann Parker är mest känd som mor till kwahadicomanchernas sista hövding Quanah Parker.
Cynthia Ann Parker blev 19 maj 1836 kidnappad av ett indianband, huvudsakligen bestående av comancher, tillsammans med sin sexårige bror John och två vuxna kvinnor, Elizabeth Kellogg och Rachel Plummer samt den sistnämndas 15 månader gamla son som var kusin till syskonen Parker. Vid räden som gått till historien under namnet "massakern vid Parkers fort" dödades sju personer (fem män, två kvinnor), däribland Cynthia Ann Parkers far och farfar. Familjen Parkers boställe utgjorde vid den tiden något av civilisationens yttersta utpost och låg intill Navasota River i det område som senare blev Limestone County i Texas. Familjen var medveten om att området var farligt, men som starkt troende baptister lät de sig inte avskräckas från att slå sig ner där.
De kidnappade syskonen Parker gick märkliga livsöden till mötes. Cynthia Ann observerades nästa gång, när hon var i 17-årsåldern, av en överste i USA:s armé i samband med förhandlingar med comancherna. Enligt hans rapport vägrade hon att tala engelska med honom. Så småningom blev det känt att hon var gift med en framstående krigare, senare krigshövding, bland nokonicomancherna, Peta Nokona, och att hon kallades Naduah (ungefär: "upphöjd värdighet").
I samband med att Texas Rangers gjorde en räd mot ett av nokonicomanchernas läger 17 december 1860 återfanns Cynthia Ann Parker efter 24 år hos comancherna. Vanligen dödade Rangers alla indianer vid en räd av denna typ, oavsett kön och ålder, och hon undgick med knapp nöd att bli skjuten av rangern Charles Goodnight som precis när han skulle trycka av upptäckte att hans tilltänkta mål, som bar på ett litet barn, hade blont hår. Det visade sig för övrigt att alla krigare lämnat lägret för att jaga bison, och att den ende vuxne mannen bland Texas Rangers offer denna dag var Peta Nokonas mexikanske slav.
Cynthia Ann identifierades av sin farbror Isaac Parker som, mot hennes uttryckliga vilja, "tog hand" om henne och hennes då 18 månader gamla dotter Topsannah ("blomman"). Cynthia Ann accepterade aldrig sitt nya liv och försökte vid flera tillfällen rymma tillbaka till comancherna och sin man. Hon sattes då av sina släktingar i husarrest. Efter att dottern Topsannah dött av lunginflammation, försjönk Cynthia Ann i apati och slutade äta. Denna matstrejk ledde till hennes död. 
Om hennes andra barn vet man att Quanah Parkers yngre bror Pekos ("jordnöt") dog i någon smittsam sjukdom av europeiskt ursprung. Maken Peta Nokona avled av ett infekterat sår. Cynthia Anns bror John Parker hittades och friköptes 1842, efter sex år i fångenskap, men inte heller han anpassade sig till de vitas liv. Till skillnad från systern lyckades John Parker rymma från sin släkt. Hans släktingar fick efter en lång tid reda på att han gift sig med en mexikansk kvinna, som också varit fånge hos comancherna, och att paret slagit sig ner någonstans i de mexikanska bosättningarna vid Rio Grande.

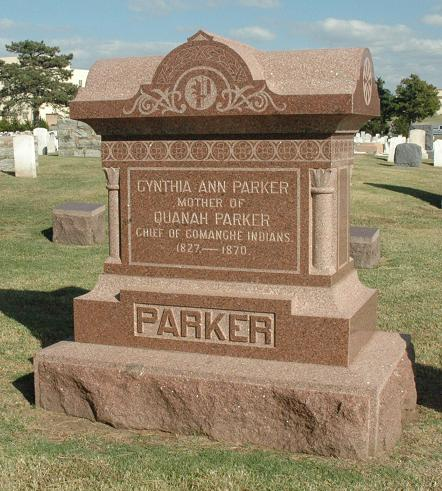
Cynthia Ann Parkers gravsten

## Cynthia Ann Parker i litteratur och film
Det antas att hennes öde inspirerat till filmen Förföljaren. Lucia St. Clair Robson har skrivit en roman om henne, "Ride the Wind".